# Стів Гаффман
Стів Гаффман (нар.. 12 листопада 1983 (41 рік)), також відомий під ім'ям користувача Reddit spez ([spɛz]), — американський веб-програміст та підприємець, співзасновник і генеральний директор Reddit — соціального сайту новин і вебфоруму, який входить до 20 напопулярніших веб-сайтів світу. Також був співзасновником веб-сайту пошукової системи авіаквитків Hipmunk, який закрився у 2020 році

## Походження та навчання
Стів Гаффман виріс у Воррентоні, штат Вірджинія. У 8-річному віці почав займатися програмуванням. Він закінчив у 2001 році школу Вейкфілд у Те-Плейнс, штат Вірджинія. В Університеті Вірджинії (UVA) Стів вивчав інформатику, закінчивши цей заклад вищої освіти у 2005 році.

## Кар'єра
Під час весняних канікул останнього року в UVA Гаффман і сусід по коледжу Алексис Оганян поїхали до Бостона, штат Массачусетс, щоб відвідати лекцію, яку читав програміст-підприємець Пол Грем. Гаффман і Оганян поспілкувалися з Гремом після лекції, і він запросив їх подати заявку до його стартап-інкубатора Y Combinator. Гаффман придумав свою оригінальну ідею My Mobile Menu, яка мала дозволити користувачам замовляти їжу за допомогою SMS. Ідея була відхилена, але Грем попросив Гаффмана та Оганяна зустрітися з ним у Бостоні, щоб представити іншу ідею для стартапу; саме на цьому мозковому штурмі виникла ідея того, що Грем назвав «першою сторінкою Інтернету». Гаффман і Оганян були прийняті в перший клас Y Combinator. Стів запрограмував весь сайт на Ліспі. Він та Оганян запустили Reddit у червні 2005 року за фінансування Y Combinator.
Аудиторія сайту стрімко зросла в перші кілька місяців, і до серпня 2005 року Гаффман помітив, що їх звична база користувачів зросла настільки, що йому більше не потрібно було самостійно заповнювати першу сторінку вмістом. Гаффман і Оганян продали Reddit компанії Condé Nast 31 жовтня 2006 року за 10-20 мільйонів доларів США. Гаффман залишався в Reddit до 2009 року, коли залишив свою посаду виконуючого обов'язки генерального директора.
Гаффман провів кілька місяців у подорожах Коста-Рікою, перш ніж у 2010 році разом із Адамом Голдштейном, автором і розробником програмного забезпечення, створив туристичний веб-сайт Hipmunk. За фінансування Y Combinator Hipmunk було запущено в серпні 2010 року, а Гаффман обіймав посаду технічного директора. У 2011 році Inc. включила Гаффмана до свого списку «30 до 30 років».
У 2014 році Гаффман заявив, що його рішення продати Reddit було помилкою, і що зростання сайту перевищило його очікування. 10 липня 2015 року Reddit найняв Гаффмана на посаду генерального директора після відставки Еллен Пао і в особливо важкий для компанії час. Після повернення до компанії головними цілями Гаффмана були запуск додатків Reddit для iOS та Android, виправлення мобільного веб-сайту Reddit і створення інфраструктури тестування A/B.
Після повернення до Reddit Гаффман запровадив низку технологічних удосконалень, включаючи покращення використання у мобільних телефонах та потужнішу інфраструктуру, а також нові рекомендації щодо вмісту. Вони включали заборону вмісту, який пропагує насильство, попередній перегляд та відбір деяких матеріалів, які користувачі можуть вважати образливими, і видалення спільнот, «які існують виключно для… перетворення Reddit на гірший для всіх інших». Невдовзі після повернення Гаффман написав, що «і Алексіс, і створили Reddit не для того, щоб бути бастіоном свободи слова, а як місце, де може відбуватися відкрита та чесна дискусія». В інтерв'ю 2012 року Оганян використав фразу «бастіон свободи слова» спеціально для опису Reddit, як зазначали The New Yorker та The Verge.
Гаффман також працював над тим, щоб зробити сайт більш зручним для рекламодавців і сприяв розміщенню відео та зображень на сайті. Наприкінці 2016 року Гаффман опинився в центрі суперечок через те, що він унім зміни до допису на популярному серед прихильників Дональда Трампа субредіті /r/The_Donald. Після критики з боку користувачів Reddit він скасував зміни та вибачився. Починаючи з 2017 року Гаффман очолював редизайн веб-сайту Reddit з його першим великим візуальним оновленням за перше десятиліття. Гаффман зазначив, що сайт виглядав як «антиутопічний Craigslist», застарілий вигляд якого відлякував нових користувачів. Розроблення нового сайту тривало більше року, а редизайн стартував у квітні 2018 року.
У 2020 році журнал Fortune включив його до свого списку « 40 Under 40» у категорії технологій.

## Суперечки та критика

### Суперечки щодо модифікації коментарів
23 листопада 2016 року учасник субредіту, присвяченого Дональду Трампу, /r/The_Donald, опублікував докази того, що адміністратори Reddit змінили кілька коментарів користувачів у субредіті. Після цього допису Гаффман взяв на себе відповідальність за зміни коментарів, написавши, що «Наша команда спільноти дуже розлючена на мене, тому я точно більше цього не робитиму». Його модифікації адміністратором передбачали зміну однієї конкретної образливої фрази в кількох коментарях, щоб вони виглядали так, ніби образи були спрямовані не на нього, а на модераторів субредіту. У дописі на Reddit Гаффман написав, що він «сплутав» деякі коментарі, але «відновив оригінальні коментарі менше ніж через годину». 30 листопада 2016 року Гаффман оголосив, що прикріплені дописи від /r/The_Donald більше не відображатимуться на r/all, заявивши, що модератори спільноти зловживають цією функцією, аби «перекидати дописи в r/all, часто у спосіб, який є антагоністичним до решти спільноти».

### Чорні життя мають значення
1 червня 2020 року Гаффман опублікував відкритого листа як генеральний директор Reddit під назвою «Пам'ятайте та бути людьми — життя темношкірих має значення», у якому торкався теми расизму на цій платформі.
Колишній генеральний директор Reddit Еллен Пао розкритикувала лист Гаффмана твітом у своєму офіційному профілі в Twitter, заявивши, що Reddit довгий час потурав расизму і що платформа «монетизує перевагу білих». Популярні субредити НБА та НФЛ погодилися з Пао, приховавши свої розділи на 24 години. Алексіс Оганян подав у відставку 5 червня 2020 року, попросивши замінити його темношкірим директором і закликавши компанію нарешті заборонити ворожнечу та спільноти ненависті на Reddit у відкритому листі.

### Зміни API у 2023 році
У квітні 2023 року Reddit оголосив про зміни в правилах API. У відповідь на оголошений план почати стягувати плату з деяких сторонніх програм за доступ до його API, кілька сторонніх програм, включаючи Apollo, оголосили, що вони закриють такі послуги. Оголошені зміни призвели до планування протестів на платформі, запланованих на 12 червня 2023 року, включно з тим, що кілька тисяч субредітів тимчасово перейшли на приватний доступ протягом 48 годин.
У відповідь Гаффман провів AMA (Ask Me Anything) 9 червня 2023 року; за словами Веса Девіса з The Verge, «дії Гаффмана зустріли, здавалося б, загальним гнівом» і «Якщо і є позитивні коментарі, я їх не знайшов». Під час AMA Гаффман сказав, що план розпочати стягувати плату за доступ до API Reddit із деяких додатків 1 липня 2023 року та обмежити доступ сторонніх додатків до вмісту для дорослих із Reddit все ще залишається к планах. Після AMA деякі субредити оголосили про призупинення публічного доступу на невизначений термін, доки не будуть вирішені проблеми політики API.
У липні 2023 року Reddit перезапустив свій популярний досвід r/place у розпал суперечок щодо змін API, що викликало масові протести на сторінці проти Гаффмана та його облікового запису reddit u/spez із гаслом «Fuck Spez!» показуючи неодноразово та помітно, включаючи подібні почуття, висловлені іншими мовами.

## Активність мережевого нейтралітету
Гаффман є прихильником правил мережевого нейтралітету. У 2017 році Гаффман сказав The New York Times, що без захисту мережевого нейтралітету «ви даєте інтернет-провайдерам можливість вибирати переможців і переможених». На Reddit Гаффман закликав реддіторів висловити підтримку принципів мережевого нейтралітету та зв'язатися зі своїми обраними представниками у Вашингтоні, округ Колумбія. Гаффман сказав, що скасування правил мережевого нейтралітету пригнічує конкуренцію. Він також зазначив, що він і Reddit продовжать виступати за нейтралітет мережі.

## Особисте життя
Гаффман живе в Сан-Франциско, Каліфорнія. Він наставляє початківців програмістів на курсах програмування, зокрема в Академії Гекбрайта. Гаффман був інструктором на курсах електронного навчання з веб-розробки від Udacity. Він входить до ради радників Центру технологій і суспільства Антидифамаційної ліги.
Гаффман також захоплюється бальними танцями. В UVA Гаффман брав участь у міжвузівських змаганнях. Гаффман одружився в 2009 році, але зараз розлучений.